# Компьютерная диагностика автомобиля
Компьютерная диагностика автомобиля (OBD, англ. On-board diagnostics) — это диагностика различных систем автомобиля, производящаяся блоком управления автомобиля. Результаты диагностики отображаются для владельца автомобиля, например в виде сигнала о неисправности на приборной панели, а также используются автомеханиками и диагностами. Системы OBD внедряются с 1980-х годов, OBD-2 - с 1996 года. Современные варианты используют стандартизованные цифровые порты для предоставления текущих данных и выдачи ряда стандартных кодов проблем DTC (diagnostic trouble code).

## История
- 1980: General Motors реализовала фирменный интерфейс ALDL (Assembly Line Diagnostic Link) и протокол для тестирования модулей управления двигателей (ECM). ALDL протокол взаимодействует при 160 бит/с, и следит за системами автомобиля.
- 1984: Крупнейшие страны производители автомобилей начали активно внедрять процесс компьютеризации автомобилей. Основной задачей данного процесса являлось повышение уровня безопасности водителя и пассажиров, снижение количества токсичных выбросов в окружающую среду, повышение уровня комфорта, и кардинальная модернизация самого автомобиля в целом.
- 1986: Обновленная версия протокола ALDL на скорости 8192 бит/с, с полудуплексной реализацией [UART] (Universal Asynchronous Receiver-Transmitter). Этот протокол определён в спецификации GM XDE-5024B.
- 1991: California Air Resources Board (CARB) регламентировало, чтобы все новые автомобили, проданные в Калифорнии начиная с 1991 года, соответствовали требованиям OBD-I. Разъёмы линии передачи данных и его положение не стандартизированы, равно как и данные протокола.
- 1996: OBD-II (On-Board Diagnostic) протокол Бортовой диагностики сделан обязательным для всех автомобилей, проданных в Соединенных Штатах.
- 2000: EOBD (European Union On-Board Diagnostic) — версия OBD-II, расширенная Controller Area Network, требуемая в Европе. Европейский союз делает EOBD обязательным для всех бензиновых автомобилей, проданных в Европейском Союзе, начиная с 2001 модельного года (см. европейские нормы выбросов Директивы 98/69/ЕС[1]).
- 2003: JOBD (Japan On-Board Diagnostic) — Япония вводит версию OBD-II для автомобилей, проданных в Японии с 2003 г.
- 2004: Европейский Союз делает EOBD обязательным для всех дизельных автомобилей, проданных в Европейском Союзе.
- 2008: Все автомобили, продаваемые в Соединенных Штатах обязаны использовать ISO 15765-4[2] шину обмена Controller Area Network (CAN) bus).[3]

## Стандарты интерфейсов

### ALDL
ALDL (Assembly Line Diagnostic Link) — диагностическая система автомобилей, разработанная фирмой General Motors и предшедствующая стандарту OBD-I. ALDL до того как претерпела незначительные изменения называлась Assembly Line Communications Link или ALCL. Два этих термина синонимы. Эта система представляла собой нечёткий стандарт и поэтому была допущена как спецификация обеспечения связи с транспортным средством.
Существует три разных разъёма ALDL: 5-контактный разъем, 10-контактный и 12-контакный, — последний имеет более широкое распространение на автомашинах GM. Более ранние версии использовали скорость передачи 160 бит/с, в то время как более поздние — 8192 бит/с и использовали двунаправленную связь с Power-train Control Module (PCM).

### OBD-I
OBD-I (On-Board Diagnostic) — бортовая диагностика, регулирующая намерения побудить автопроизводителей разрабатывать надёжные системы контроля за выбросами.

### OBD-1.5
OBD 1.5 является частичной реализацией OBD-II, которую General Motors использовал на некоторых автомобилях в 1994 и 1995 годах (General Motors не использовал термин OBD 1.5 в документации на эти автомобили, они просто назывались OBD и OBD-II секции в инструкции по эксплуатации).

### OBD-II
OBD-II (On-board diagnostics) — бортовая диагностика, стандарт, разработанный в середине 90-х, предоставляет полный контроль над двигателем. Позволяет проводить мониторинг частей кузова и дополнительных устройств, а также диагностирует сеть управления автомобилем.
В данном стандарте производители применяют различные протоколы соединения с автомобилем.
1. ISO 9141-2
2. ISO 14230 Keyword Protocol 2000
3. SAE J1850 VPW
4. SAE J1850 PWM
5. ISO 15765-4 CAN (Controller Area Network)

#### OBD-II: диагностический разъем
Спецификация OBD-II, предусматривает стандартизированный аппаратный интерфейс и представляет собой колодку диагностического разъёма (DLC — Diagnostic Link Connector), соответствующую стандарту SAE J1962, с 16-ю контактами (2x8) для подключения диагностического оборудования к автомобилю в форме трапеции. В отличие от разъема OBD-I, который иногда встречается под капотом автомобиля, разъём OBD-II обязан быть в районе рулевого колеса, или в пределах досягаемости водителя. SAE J1962 определяет расположение выводов на разъёме:
| 1 | 2  | 3  | 4  | 5  | 6  | 7  | 8  |
| 9 | 10 | 11 | 12 | 13 | 14 | 15 | 16 |

| 1. OEM (протокол производителя). GM: J2411 GMLAN/SWC/Single-Wire CAN. VW / Audi: Коммутация +12в. при включении зажигания. | 9. Линия CAN-Low, низкоскоростной шины CAN Lowspeed.                            |   |
| 2. Шина + (Bus positive Line). SAE-J1850 PWM, SAE-1850 VPW.                                                                | 10. Шина — (Bus negative Line). SAE-J1850 PWM, SAE −1850 VPW.                   |   |
| 3. - | 11. -                                                                           |   |
| 4. Заземление кузова. | 12. -                                                                           |   |
| 5. Сигнальное заземление.                                                                                                  | 13. -                                                                           |   |
| 6. Линия CAN-High высокоскоростной шины CAN Highspeed (ISO 15765-4, SAE-J2284).                                            | 14. Линия CAN-Low высокоскоростной шины CAN Highspeed (ISO 15765-4, SAE-J2284). |   |
| 7. K-Line (ISO 9141-2 и ISO 14230).                                                                                        | 15. L-Line (ISO 9141-2 и ISO 14230).                                            |   |
| 8. - | 16. Питание +12в от АКБ.                                                        | - |

Назначение неопределенных контактов остается на усмотрение производителя автомобиля.

#### OBD-II коды ошибок
Каждый из OBD-II кодов неисправностей, состоит из пяти символов. Буквы и четырёх цифр.
Нумерация ошибок OBD-II.
- P00xx — Контроль системы смесеобразования и системы доп. снижения токсичности выхлопа.
- P01xx — Контроль системы смесеобразования.
- P02xx — Контроль системы смесеобразования.
- P03xx — Система зажигания и система контроля пропусков воспламенения.
- P04xx — Вспомогательные системы контроля эмиссии.
- P05xx — Контроль скорости автомобиля, системы холостого хода и других систем.
- P06xx — Блоки управления ECM / PCM / TCM и другие системы
- P07xx — Трансмиссия.
- P08xx — Трансмиссия.
- P09xx — Трансмиссия.
- P10xx — Коды устанавливаемые производителем. Зависят от марки авто.
- P20xx — Коды устанавливаемые производителем. Зависят от марки авто.
- B00xx — Кузов (подушки безопасности, центральный замок, электростекло-подъемники).
- C00xx — Шасси (ABS противопробуксовочная система, ESP, TCS-Traction Control System Система курсовой устойчивости).
- U10xx — Межблочная шина обмена данных (CAN-bus) (CAN-II).
- U25xx — Межблочная шина обмена данных (CAN-bus) (CAN-II).

Символы xx ссылаются на отдельные неисправности внутри каждой подсистемы.

#### OBD-II диагностические данные
OBD-II обеспечивает доступ к данным из различных систем автомобиля и в том числе из Блока управления двигателем (Engine control unit) и является ценным источником информации при устранении неполадок в автомобиле. Стандарт SAE J1979 определяет способ запроса различных диагностических данных и список стандартных параметров через Parameter's Identificators (Идентификаторы параметра), которые могут быть доступны в ECU.
Список основных OBD-II PIDs, их определения и формулы для преобразования OBD-II в вывод значимых диагностических единиц, см. OBD-II Standard PIDs. Производители не обязаны выполнять все перечисленные в J1979 PID. Они могут включать в OEM собственные PID. Отдельные производители, зачастую расширяют OBD-II коды, дополнительным набором собственных OBD-II Non-Standard PIDs. Существует весьма ограниченный объём информации, являющейся общественным достоянием, для Non-Standard PIDs. Первичный источник информации по нестандартным ИНПам для всех производителей — институт ETI (Equipment and Tool Institute), но информация доступна только его членам. Стоимость доступа к базе кодов начинается от $7500.

#### OBD-II режимы диагностики систем
Основные возможности протокола OBD-II, в соответствии с ISO 15031:
- Mode $01: Диагностические данные силового привода (Current Powertrain Diagnostic Data, Live Data, Data Stream).
- Mode $02: Доступ к сохраненным («замороженным») данным (Freeze Frame, FF).
- Mode $03: Считывание кодов неисправностей влияющих на токсичность (Emission Related Powertrain).
- Mode $04: Стирание диагностической информации (Clear/Reset Emission Related Diagnostic Information) и кодов неисправности.
- Mode $05: Результаты проверки кислородных датчиков (Oxygen Sensor Monitoring Test Results)
- Mode $06: Результаты проверки («вторичных») непостоянно проверяемых компонентов (On-Board Monitoring Test Results for Non- Continuously Monitoring Systems)
- Mode $07: Результаты проверки постоянно проверяемых систем (Monitoring Test Results for Continuously Monitored Systems)
- Mode $08: Запрос выполнения управления исполнительными устройствами (Request Control of On-Board System Test or Component)
- Mode $09: Считывание идентификационной информации автомобиля (Request Vehicle Information).
- Mode $0A: Ошибки, которые были удалены. Permanent DTC’s (Cleared DTC’s) — Diagnostic Trouble Codes.

Производителям транспортных средств не требуется поддержка всех режимов. Каждый изготовитель может определять дополнительные режимы выше $09 (например, режим 22, как это определено SAE J2190 для Ford / GM, режим 21 для Toyota).

#### OBD-II протоколы сигналов
Есть пять диагностических протоколов, которые регламентированы в OBD-II. В большинстве транспортных средств реализован только один из протоколов на конкретную систему. Спецификация SAE J1962 определяет соответствие расположения выводов на разъёме с диагностическим протоколом.
- SAE J1850 PWM (Pulse Width Modulation — модуляция ширины импульса). — 41.6 Кб/с. (Он используется в марках Ford, Jaguar и Mazda.
  - Контакт 2: Bus +.
  - Вывод 10: Bus -.
  - +5 В.
  - Длина сообщения — 12 байт, в том числе, 1 байт CRC (Cyclic Redundancy Check).
  - Использует a multi-master arbitration scheme called 'Carrier Sense Multiple Access with Non-Destructive Arbitration' (CSMA/NDA)
- SAE J1850 VPW (Variable Pulse Width — переменная широтно-импульсная модуляция). — 10.4/41.6 Кб/с. (Стандарт General Motors)
  - Контакт 2: Bus+.
  - Bus idles low.
  - High voltage is +7 V
  - Decision point is +3.5 V
  - Длина сообщения — 12 байт, в том числе, 1 байт CRC (Cyclic Redundancy Check).
  - Использует CSMA/NDA
- ISO 9141-2. Этот протокол имеет асинхронный последовательный код со скоростью передачи данных 10,4 кбит. Он немного похож на RS-232, однако, уровни сигналов разные, и связь происходит на одной, двунаправленной линии без дополнительных сигналов handshake. ISO 9141-2 в основном используется в европейских и азиатских автомобилях.
  - Контакт 7: K-Line
  - Вывод 15: L-Line (опция)
  - UART signaling
  - К-линия имеет «подтяжку» к 12v через токовый резистор 510 Ом и размах сигналов от 0 до 12 V.
  - The active/dominant state is driven low with an open-collector driver.
  - Длина сообщения 12 байт, включая CRC.
- ISO 14230 KWP2000 (Keyword Protocol 2000).
  - Контакт 7: K-Line Двунаправленная асинхронная последовательная связь на одной линии.
  - Вывод 15: L-Line (опция) однонаправленная связь (для включения системы ECU).
  - Низкий уровень сигнала: 0 (0,00 до 2,40)
  - Высокий уровень сигнала напряжения: +12 V (мин/макс 9,60 до 13,5)
  - Физический уровень идентичен ISO 9141-2.
  - Скорость передачи данных в UART (Universal Asynchronous Receiver-Transmitter) от 1,2 до 10,4 кбод, 8 бит данных, без проверки четности, 1 стоп кадр..
  - Сообщение может содержать до 255 байт в поле данных.
- ISO 15765 CAN (250 кбит / с или 500 кбит / с).
  - Вывод 6: CAN High.
  - Контакт 14: CAN Low.

Все распиновки протокола OBD-II используют тот же разъём, но разные контакты, за исключением вывода 4 (корпус) и контакта 16 (+ 12v АКБ).

### EOBD
EOBD (European On Board Diagnostic) — Европейская бортовая диагностическая система, основана на спецификации OBD-II. Эта система была введена при разработке требований мониторинга и сокращения выбросов от автомобилей EURO 3, в соответствии с «Directive 98/69/EC of the European Parliament» от 13.10.1998 г.

### EOBD2
Термин <EOBD2> является маркетинговым термином, используемым некоторыми производителями транспортных средств, чтобы обратить внимание на наличие специфичной функции от производителя, которая фактически не является частью OBD или EOBD стандарта. В данном случае <Е> расшифровывается как <Расширенный> (Enhanced).

### JOBD
JOBD (Japan On-Board Diagnostic) — является версией OBD-II для автомобилей, проданных в Японии.

## Применение OBD
Ранние версии OBD при неисправности зажигали лампочку MIL (Malfunction Indicator Lamp) — лампу индикации неисправности, но никакой информации о сути неисправности не предоставляли. Современные реализации OBD используют стандартный цифровой разъем, по которому можно получать данные с автомобиля в реальном времени, в том числе стандартизованные коды неисправностей (DTC — Diagnostic Trouble Codes), позволяющие идентифицировать неисправность.
Существуют различные инструменты, которые подключаются к разъему OBD (On-board diagnostics) для доступа к БД функций. Они варьируются от общего уровня потребительских инструментов до сложных OEM инструментов транспортных средств дистанционной связи.
На сегодняшний день существует большое количество диагностического оборудования. Как правило станции технического обслуживания автомобилей используют различные диагностические адаптеры, дилерские сканеры и приборы дилерского уровня, предназначенные для диагностики определённой марки или группы авто.
Легковые авто:
1. Acura, Honda — Honda HDS Cable, Honda diagnostic system GNA600, Honda HIM
2. Audi, Seat, Skoda, Volkswagen — Vag-Com 11.11.3 hex +can, Vag-Com 409.1 kkl, VAS 5054, VAG 1551/2
3. BMW, Mini Cooper, Rolls Royce — Bmw Inpa Ediabas k + dcan, BMW DIS, BimCOM
4. Citroen, Peugeot — Citroen Lexia + Peugeot Planet 2000, PSA-COM
5. Ford, Jaguar, Mazda — Ford vcm ids, FoCOM (Ford VCM OBD)
6. Lexus, Scion, Toyota — Toyota Mini VCI tis techstream, mvci toyota, Intelligent tester 2
7. Opel, Saab, Suzuki, Isuzu, GM, GMC, Chevrolet, Hummer, Cadillac, Buick, Oldsmobile, Pontiac, Saturn — GM Tech2, MDI
8. Volvo — Volvo Vida Dice 2012D, 2012A, 2010A, FoCOM
9. Hyundai, Kia — Hyundai/Kia GDS, HiCOM

Грузовые авто:
1. DAF Trucks — DAF, Paccar, GINAF, Tatra — VCI560MUX (адаптер) + Davie (софт)
2. IVECO — Iveco, Astra, Magirus, FPT — Eltraс ECI (адаптер) + E.A.SY (Electronic Advanced System) (софт)
3. MAN Truck & Bus — MAN, Neoplan — T200 (адаптер) + MANCATS (софт)
4. Mercedes-Benz — Mercedes-Benz, Kamaz, FUSO — SDConnect 3/4 (адаптер) + DAS / Xentry (софт)
5. Renault Trucks (до объединения с Volvo) — Renault VMAC, Etech, Dci — NG3 (адаптер) + Diagnostica+ (софт)
6. Renault Trucks (после объединения с Volvo) — Renault DXI, DTI — (NG10)/88890300 (VoCom) (адаптер) + Renault Tech Tool / Premium Tech Tool (софт)
7. Scania — Scania — VCI1/2/3 (адаптер) + SDP2/3 (софт)
8. Volvo Trucks — Volvo — 9998555/88890020/88890300 (адаптер) + VCADS Pro / Volvo Tech Tool / Premium Tech Tool (софт)

### SAE standards documents on OBD-II
SAE (Society of Automotive Engineers) — Общество автомобильных инженеров.
- J1962 — Defines the physical connector used for the OBD-II interface.
- J1850 — Defines a serial data protocol. There are 2 variants- 10.4 kbit/s (single wire, VPW) and 41.6 kbit/s (2 wire, PWM). Mainly used by US manufacturers, also known as PCI (Chrysler, 10.4K), Class 2 (GM, 10.4K), and SCP (Ford, 41.6K)
- J1978 — Defines minimal operating standards for OBD-II scan tools
- J1979 — Defines standards for diagnostic test modes
- J2012 — Defines standards trouble codes and definitions.
- J2178-1 — Defines standards for network message header formats and physical address assignments
- J2178-2 — Gives data parameter definitions
- J2178-3 — Defines standards for network message frame IDs for single byte headers
- J2178-4 — Defines standards for network messages with three byte headers*
- J2284-3 — Defines 500K CAN Physical and Data Link Layer
- J2411 — Describes the GMLAN (Single-Wire CAN) protocol, used in newer GM vehicles. Often accessible on the OBD connector as PIN 1 on newer GM vehicles.

### SAE standards documents on HD (Heavy Duty) OBD
- J1939 — стандарт коммуникационной и диагностической сети для различных машин. В качестве канального уровня использует CAN-шину стандарта CAN 2.0b. В настоящее время находит широкое применение в сельскохозяйственной технике, автобусах, грузовых автомобилях.

### ISO standards
ISO (International Organization for Standardization, — международная организация, занимающаяся выпуском стандартов. Россию представляет Федеральное агентство по техническому регулированию и метрологии (Росстандарт) в качестве комитета — члена ISO.
- ISO 9141: Road vehicles — Diagnostic systems. ISO, 1989.
  - Part 1: Requirements for interchange of digital information
  - Part 2: CARB requirements for interchange of digital information
  - Part 3: Verification of the communication between vehicle and OBD II scan tool
- ISO 11898: Road vehicles — Controller area network (CAN). ISO, 2003.
  - Part 1: Data link layer and physical signalling
  - Part 2: High-speed medium access unit
  - Part 3: Low-speed, fault-tolerant, medium-dependent interface
  - Part 4: Time-triggered communication
- ISO 14230: Road vehicles — Diagnostic systems — Keyword Protocol 2000, ISO, 1999.
  - Part 1: Физический уровень. (Physical layer.)
  - Part 2: Уровень звена данных. (Data link layer.)
  - Part 3: Прикладной уровень. (Application layer.)
  - Part 4: Требования к системам, связанным с выбросами. (KWP 2000 Requirements for emission-related systems.)
- ISO 15031: Communication between vehicle and external equipment for emissions-related diagnostics, ISO, 2010.
  - Part 1: General information and use case definition
  - Part 2: Guidance on terms, definitions, abbreviations and acronyms
  - Part 3: Diagnostic connector and related electrical circuits, specification and use
  - Part 4: External test equipment
  - Part 5: Emissions-related diagnostic services
  - Part 6: Diagnostic trouble code definitions
  - Part 7: Data link security
- ISO 15765: Road vehicles — Diagnostics on Controller Area Networks (CAN). ISO, 2004.
  - Part 1: General information
  - Part 2: Network layer services ISO 15765-2
  - Part 3: Implementation of unified diagnostic services (UDS on CAN)
  - Part 4: Requirements for emissions-related systems